# Cụm sao cầu lớn trong chòm Vũ Tiên
Messier 13 hay M13 (còn gọi là NGC 6205 và đôi khi là Cụm sao cầu lớn trong chòm Vũ Tiên hay cụm sao cầu Vũ Tiên) là một cụm sao cầu trong chòm sao Vũ Tiên (Hercules).

## Phát hiện và khả năng nhìn thấy
M13 được Edmond Halley phát hiện năm 1714, và được Charles Messier lập danh lục ngày 1 tháng 6 năm 1764.
Nó nằm ở xích kinh 16h 41,7m và xích vĩ +36° 28'. Với cấp sao biểu kiến là 5,8, nó có thể thấy được với mắt thường vào những đêm trời quang mây. Đường kính của nó khoảng 23 phút cung và nó dễ dàng thấy được trong các kính viễn vọng nhỏ. Gần đó là NGC 6207, một thiên hà trên rìa với cấp sao biểu kiến khoảng 12 nằm khoảng 28 phút cung ngay phía đông bắc. Một thiên hà nhỏ, IC 4617, nằm ở khoảng giữa NGC 6207 và M13, ở phía bắc đông bắc của trung tâm cụm sao cầu lớn.

## Đặc trưng
M13 có đường kính khoảng 145 năm ánh sáng, và nó bao gồm vài trăm nghìn ngôi sao, với sáng nhất trong số này là sao biến quang V11 với cấp sao biểu kiến bằng 11,95. M13 cách Trái Đất khoảng 25.100 năm ánh sáng.

## Thông điệp Arecibo
Thông điệp Arecibo ngày 16 tháng 11 năm 1974, được truyền đi để thông báo sự tồn tại của sự sống nhân loại cho các dạng sự sống ngoài Trái Đất (theo giả thuyết), được hướng về phía M13. Lý do là ở chỗ với mật độ sao cao hơn thì cơ hội để tồn tại hành tinh có khả năng thuận lợi cho sự sống với các dạng sự sống có trí tuệ sẽ là cao hơn. Mặc dù vậy khi thông điệp được truyền tới khoảng cách đó thì M13 sẽ không còn ở vị trí này. Việc truyền thông điệp này mang tính minh chứng công nghệ nhiều hơn là ý định tạo ra sự tiếp xúc thực sự giữa các dạng sự sống bậc cao.

## Văn chương
- Các tiểu thuyết khoa học viễn tưởng "Sucker Bait" của Isaac Asimov và "Question and Answer" của Poul Anderson có nội dung câu chuyện diễn ra trên hành tinh Troas, một thế giới trong M13.
- Trong loạt truyện khoa học viễn tưởng Perry Rhodan, M13 là nơi có Arkon, thế giới quê nhà của chủng người Arkon.
- Trong Hyperion Cantos của Dan Simmon thì cụm sao Vũ Tiên là nơi Trái Đất đã được bí mật di chuyển tới sau khi nó được cho là đã bị tiêu diệt.
- Trong The Sirens of Titan, Kurt Vonnegut viết:

| “ | "Every passing hour brings the Solar System forty-three thousand miles closer to Globular Cluster M13 in Hercules -- and still there are some misfits who insist that there is no such thing as progress." | ” |

Tạm dịch:
| “ | "Mỗi giờ qua đi đem hệ Mặt Trời bốn mươi ba ngàn dặm lại gần cụm sao cầu M13 trong Vũ Tiên -- và vẫn có một số kẻ không thích nghi được khăng khăng rằng không có sự tiến triển như vậy." | ” |

## Thư viện ảnh

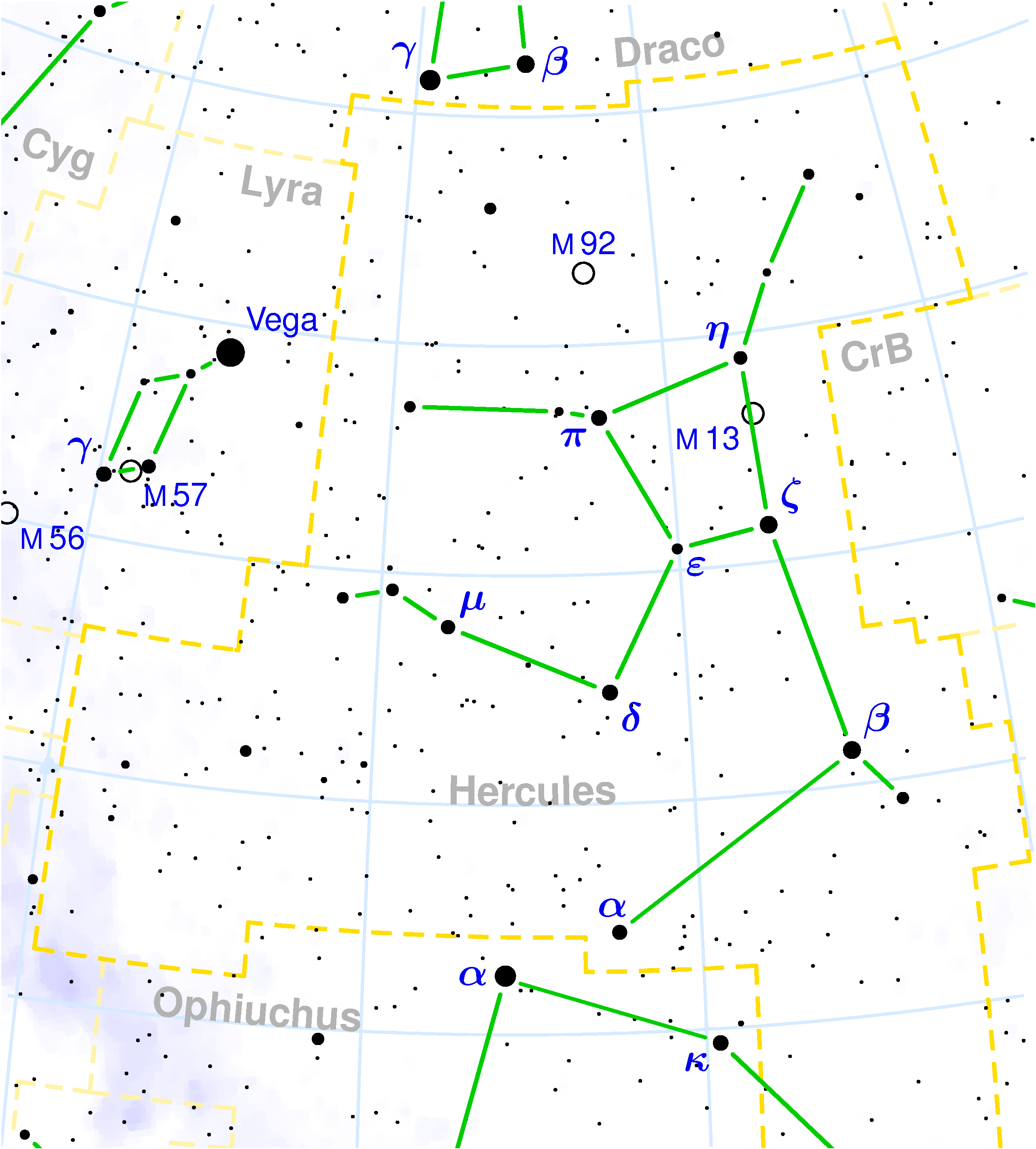
M13 ở "nách" chòm sao Vũ Tiên
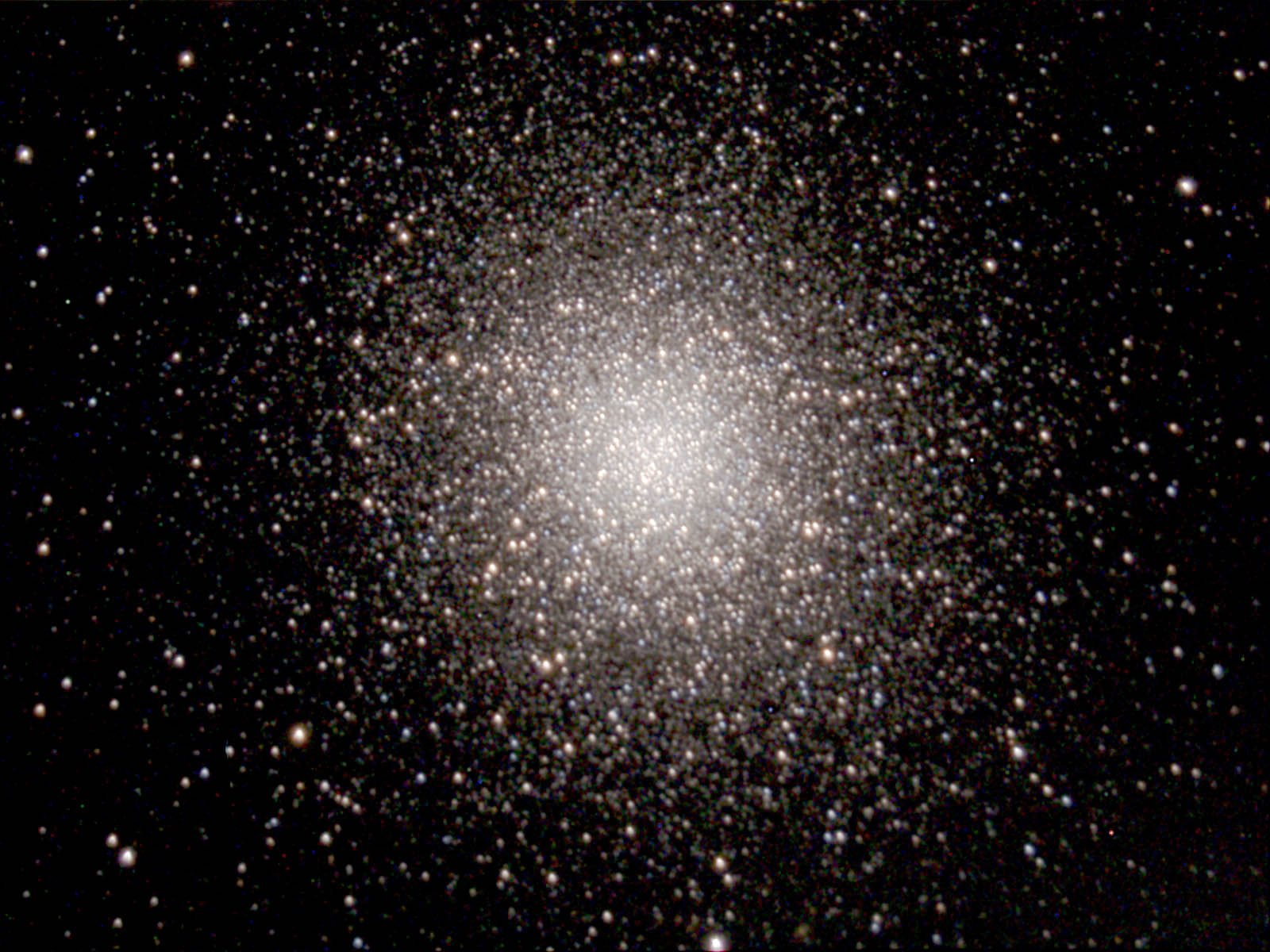
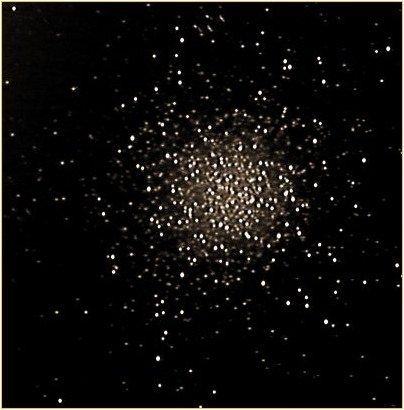
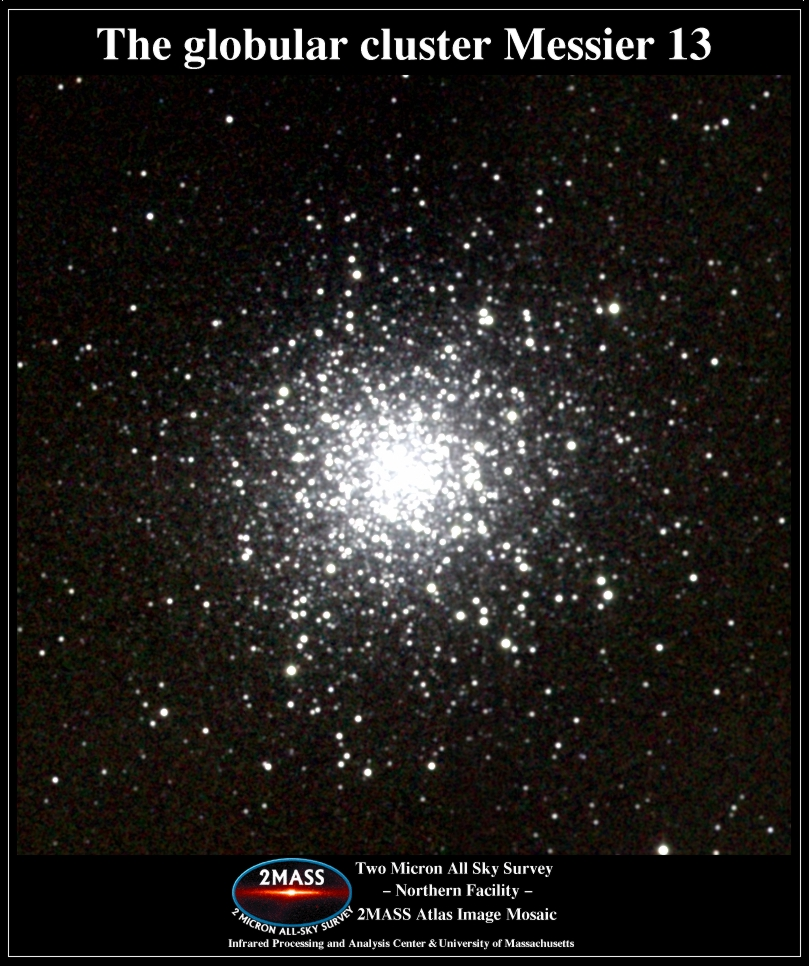